# Chi phí sản xuất tư bản chủ nghĩa

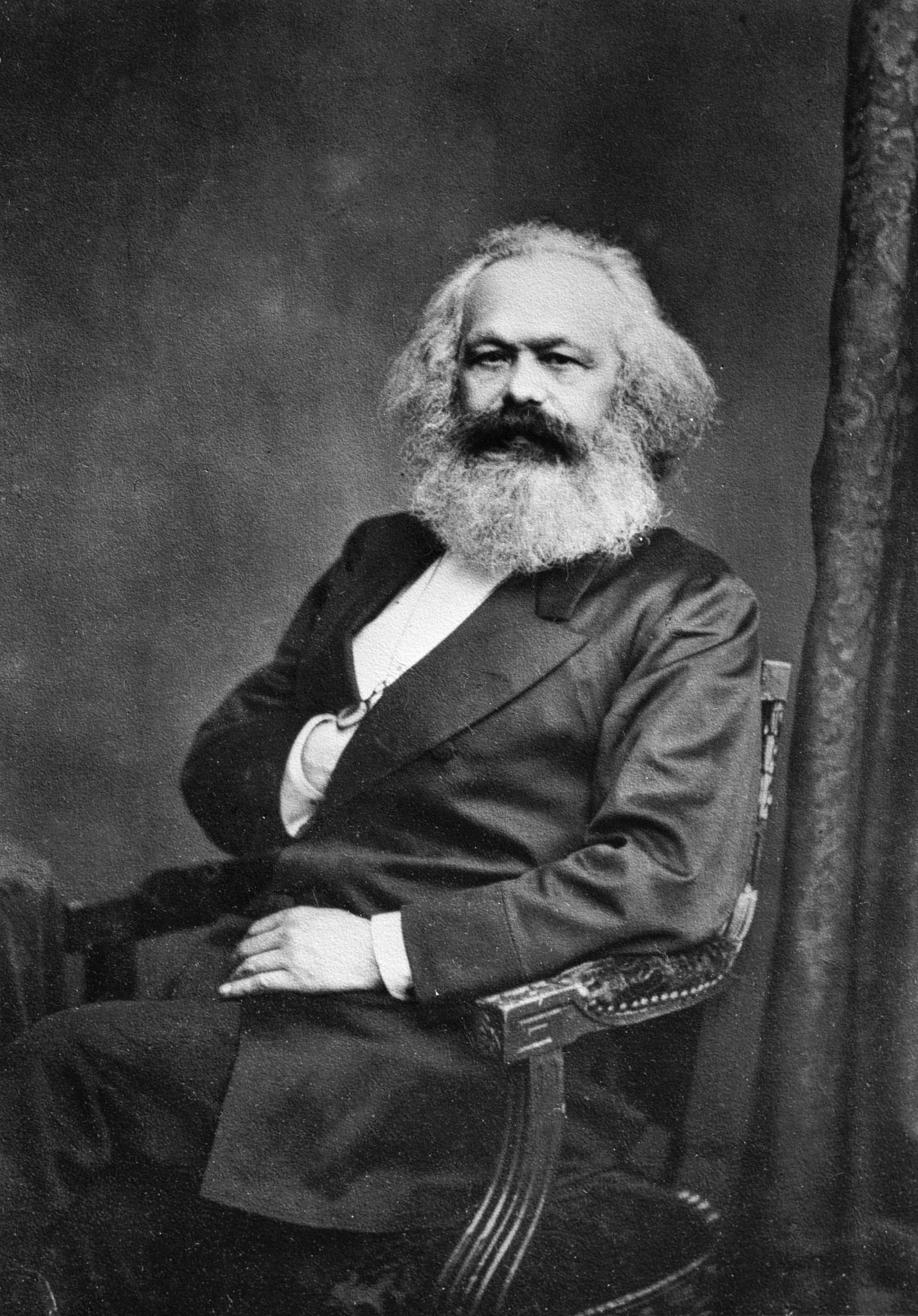
Karl Marx

Chi phí sản xuất tư bản chủ nghĩa là khái niệm kinh tế chính trị Marx-Lenin chỉ về phần giá trị bù lại giá cả của những tư liệu sản xuất và giá cả sức lao động đã tiêu dùng để sản xuất ra hàng hóa cho nhà tư bản. Mác ký hiệu chi phí sản xuất tư bản chủ nghĩa là k.

## Công thức
Nếu gọi giá trị hàng hóa là W, thì ta có công thức: W = c + v + m. Đó chính là những chi phí lao động thực tế của xã hội để sản xuất hàng hóa. Nhưng đối với nhà tư bản, để sản xuất hàng hóa, họ chỉ cần chi phí một lượng tư bản để mua tư liệu sản xuất (c) và mua sức lao động (v). Chi phí đó gọi là chi phí sản xuất tư bản chủ nghĩa, được ký hiệu là k. Theo đó, k = c + v. Nếu dùng k để chỉ chi phí sản xuất tư bản chủ nghĩa thì công thức W = c + v + m sẽ chuyển hoá thành: W = k + m.
Giữa chi phí sản xuất tư bản chủ nghĩa và giá trị hàng hóa có sự khác nhau cả về chất và về lượng.
Về chất, chi phí sản xuất tư bản chủ nghĩa chỉ là sự chi phí về tư bản còn giá trị hàng hóa là sự chi phí thực tế của xã hội để sản xuất ra hàng hóa. Chi phí thực tế là chi phí về lao động xã hội cần thiết để sản xuất ra hàng hóa.
Về lượng, chi phí sản xuất tư bản chủ nghĩa luôn nhỏ hơn chi phí thực tế, tức là giá trị của hàng hóa, vì rằng W = k + m thì k = W - m. Đối với nhà tư bản, chi phí sản xuất tư bản chủ nghĩa là giới hạn thực tế của lỗ lãi kinh doanh nên họ ra sức "tiết kiệm" chi phí sản xuất này bằng mọi cách.